# Нижняя Слобода
Ни́жняя Слобода́ — деревня в Жигаловском районе Иркутской области России. Входит в состав Знаменского сельского поселения.

## География
Деревня находится на берегах реки Илга, на расстоянии примерно 15 км к юго-западу от рабочего посёлка Жигалово, административного центра района. Абсолютная высота — 436 м над уровнем моря.

## Население
| 2002 | 2010 | 2011 | 2012 |
| ---- | ---- | ---- | ---- |
| 206  | ↘151 | ↘150 | ↘140 |

### Половой состав
По данным Всероссийской переписи, в 2010 году в деревне проживал 151 человек (81 мужчина и 70 женщин).

## Улицы
- пер. Береговой,
- ул. Луговая,
- ул. Речная,
- ул. Центральная[6].